# Transe (filme)
Transe é um filme de 2006 do género drama. Co-produzido internacionalmente (entre Portugal, França, Itália e Rússia), é realizado e escrito por Teresa Villaverde. A longa-metragem de ficção que explora o tema da imigração dos países de leste para a Europa, segundo a dolorosa experiência de uma jovem (Sónia, interpretada por Ana Moreira) que procura em vão uma vida mais digna. Estreou a 23 de maio de 2006 o Festival de Cinema de Cannes, exibido como parte da seção Quinzena dos realizadores. Comercialmente, Transe foi lançado nos cinemas de Portugal a 5 de outubro, e em França, a 27 de dezembro de 2006.
Trata-se de uma obra intimista cuja atmosfera é criada por elipses subtis que lhe conferem uma forte carga poética. Será porventura uma das obras marcantes da nova geração de cineastas dos anos noventa, que foram formados na Escola Superior de Teatro e Cinema de Lisboa (ver anos 1990 do artigo Cinema de Portugal).

## Sinopse
Sónia é uma jovem de vinte e poucos anos, que nasceu e foi criada em São Petersburgo (Rússia). A sua vida nesse país desmorona-se depois de a sua família e vida profissional se desintegrarem. Sónia decide abandonar o amigo e família, e partir sem olhar para trás. Vive a ilusão de quem busca uma vida nova e o inferno daqueles a quem a vida parece nada ter para dar. Sónia vai conhecer a miséria e degradação que o tráfico e a exploração dos mais fracos provoca, em particular no caso da mulher.
Sai da Rússia e, Europa fora, chega à Alemanha, onde busca uma vida melhor com um grupo de outros imigrantes. No país, começa a trabalhar numa concessionária de automóveis. Um dia, um indivíduo chega à concessionária informando Sónia que todos o seu passaporte foi levado pelas autoridades de imigração. Sem escolha, Sónia entra no carro com essa pessoa que lhe promete escapar da custódia da imigração. Sónia adormece durante a viagem e, eventualmente, um outro homem que se identifica como russo entra no carro e começa a conduzir. Sónia finalmente percebe que algo está errado e consegue sair do carro depois de protestar. É deixada no deserto. A jovem é eventualmente resgatada pelo homem russo ao cair inconsciente no deserto. O russo leva-a para um hotel onde ela toma banho e é forçada a dormir com outro homem. Sónia pergunta o que está a acontecer-lhe e o russo confessa que está a ser vendida "aos italianos" e que ele a irá entregar a esse grupo. Sónia é então transportada num veículo que a leva a um bordel.
No bordel, Sónia é mantida contra a sua vontade a trabalhar como uma prostituta, relutante. Sofre abusos devido à sua resistência e não consegue comunicar com ninguém, uma vez que todos falam somente italiano. Sónia recusa-se a comer e beber. Os seus novos captores são uma rica família italiana composta por um pai e os seus dois filhos, um dos quais com problemas de desenvolvimento mental. A jovem fica trancada numa sala iluminada, da qual só o pai tem chave. Sónia fica catatónica enquanto ouve os relatos dos filhos sobre o que lhe querem fazer. Uma noite, o filho mais novo finalmente rouba a chave para entrar no quarto. Uma vez dentro da sala, o mais velho imobiliza o irmão numa cadeira e começa a violar Sónia. Mais tarde, o filho mais novo rouba a chave sozinho para entrar no quarto de Sónia, mas durante a conversa a jovem consegue escapar. O filho acaba por contar ao pai que deixou Sónia ir. O pai faz chamadas para garantir a sua recaptura.
Havendo percorrido a sua via-sacra Europa fora, a jovem acaba no extremo oposto, em Portugal. Na cena final, Sónia conversa com um novo homem que afirma tê-la visto antes. Depois de conversar com o homem, Sónia deita-se na cama.

## Elenco
- Ana Moreira, como Sónia.[8]
- Viktor Rakov[9]
- Robinson Stévenin
- Iaia Forte
- Andrey Chadov
- Filippo Timi
- Dinara Droukarova
- Io Appolloni, como Mulher do bordel.
- Ronaldo Bonacchi, como Dono da casa.
- Pedro Giestas, como Homem do contentor.
- Eunice Gomes, como Chiara.

## Equipa técnica
- Argumento: Teresa Villaverde[10]
- Realização: Teresa Villaverde
- Assistente de realização: Paulo Belém
- Produtor: Paulo Branco[11]
- Diretor de produção:  Nicolas Picard, Ana Pinhão e Francisco Pinhão Botelho
- Diretor de fotografia: João Ribeiro
- Montagem: Andrée Davanture
- Som: Murielle Damain, Vasco Pimentel, Jöel Rangon
- Montagem de som: Tiago Matos
- Decoração: Maria José Branco
- Figurinos: Silvia Grabowski

## Produção
Transe é uma co-produção internacional entre Portugal, França, Itália e Rússia, liderada pela produtora Clap Filmes (produção executiva de Paulo Branco), com a Gemini Films e Revolver SRL, com o apoio financeiro do Instituto Português do Cinema, Audiovisual e Multimédia e da RTP. A longa-metragem de 126 minutos de duração, apresenta um formato 35 mm – dolby SR.

## Temas e estética
Transe oferece uma abordagem sobre o tráfico sexual e a indústria do sexo, como uma exploração implacável, mas, ainda assim, organizada de acordo com a lógica do capitalismo em que os bens são trocados por dinheiro. A história retrata ainda uma Europa degradante, expondo a problemática da imigração dos anos 90 e do início do novo milénio para Portugal. Nas palavras de Teresa Villaverde: "Falo de coisas que me atingem, que me ferem. (...) Não me sinto a viver numa bolha."
Neste filme reaparecem dois aspetos característicos da abordagem de Villaverde em Os Mutantes. Em primeiro lugar, a realizadora resiste a classificações fáceis de bem e mal. Transe é construído em lenta sucessão de planos-sequência cuidadosamente desenhados e encenados em décors tratados como pinturas. É a imagem que assume o domínio e não a narrativa ou intensidade dramática envolvente. Trata-se de uma obra intimista cuja atmosfera é criada por elipses subtis que lhe conferem uma forte carga poética.
Em segundo lugar, Villaverde renova o compromisso com os seus personagens e a sua empatia pela juventude explorada e traída. De uma ponta a outra do filme, impera a dor que assola, sem descanso, a protagonista, em cujo rosto se exprime o estado de alma de uma mulher permanentemente violada e sem esperança, percorrendo um universo implacável em que o trauma, a exploração e a violência dominam. O longo calvário de Sónia revela uma visão pessimista do mundo, um universo de trevas em que não se vislumbra um sorriso, o mínimo sinal de bem querença, o mais leve vestígio de alegria. O desempenho de Moreira é intenso, tocante e verosímil. O negro manto que cobre toda a história que se conta, em particular quando a protagonista chega a Portugal, assombra a verosimilhança que se procura. Sobressai a delicadeza no tratamento da dor e da injustiça, da fragilidade humana. Para além de tudo isto, há uma rebeldia de Sónia que se assemelha à de Andreia em Os Mutantes, e de Maria em Três irmãos, todas elas mulheres que, apesar das adversidades, não perderam a perseverança. São personagens que forçam os espetadores a reconhecer a sua existência num mundo onde amaram, viveram e sofreram. Este motivo de autopreservação não só une estas três mulheres, como simboliza a obra de Villaverde.

## Distribuição

### Lançamento
Transe foi selecionado para edição de 2006 do Festival de Cinema de Cannes, onde estreou na Quinzena dos realizadores a 23 de maio. O lançamento comercial do filme em Portugal iniciou-se a 5 de outubro de 2006 e, em França, a 27 de dezembro do mesmo ano.
Em 2006, a Atalanta lançou Transe em DVD, numa edição que inclui a curta-metragem Cold Wa(te)r de Teresa Villaverde.

### Festivais
O filme percorreu um longo circuito de Festivais internacionais de cinema de entre os quais se destacam os seguintes:
- Festival de Cannes, Quinzena dos Realizadores (França, 23 de maio de 2006)[22]
- Festival Internacional de Cinema de Toronto, Contemporary World Cinema (Canadá, 14 de setembro de 2006)
- Festival Internacional de Cine de Cataluña, Seven Chances (Espanha, 2006)
- 30ª Mostra Internacional de Cinema de São Paulo, (Brasil, 2006)[23]
- Festival de Sevilha (Espanha, 2006)
- Cinema Tout Ecran (Suíça, 2006)
- CinePort: Festival de Cinema de Países de Língua Portuguesa (Brasil, 2006)
- Festival Internacional de Cinema de Roterdão (Holanda, 2007)[11]
- Festival de cinema de Guadalajara‎ (México, 2007)
- Festival Internacional de Cine de Las Palmas, Canárias (Espanha, 2007)
- Crossing Europe Film Festival (Áustria, 2007)
- MICEC: Mostra Internacional de Cinema Contemporâneo Europeu (Espanha, 2007)
- Durban International Film Festival (África do Sul, 2007)
- Festival de Inverno de Petrópolis (Brasil, 2007)
- Serbian Film Festival (Sérvia, 2007)
- 12º Festival Uçan Süpürge, Ancara (Turquia, 8 de maio de 2009)[24]
- Festival de Cinema Português (Japão, 6 de fevereiro de 2011)
- Lisbon & Sintra Film Festival (Portugal, 6 de novembro de 2016)[15]

### Sessões televisivas
A RTP2 transmitiu em duas ocasiões, a longa-metragem de Villaverde:
- RTP2, 03 de Julho 2010, 22h40[25]
- RTP2, 30 de Abril 2011, 00h30

## Receção

### Crítica
De maneira geral, a crítica de cinema destacou a abordagem abstrata e poética de Transe. Anne Feuillère (Cineuropa) escreve que a longa-metragem "está longe de ser naturalista e com a sua ausência de linearidade e forte essência poética é uma alegoria." Comparando o cinema de Villaverde com o de Manoel de Oliveira, Feuillère comenta que a realizadora opta por retratar a condenação de uma civilização. Também Vasco Câmara (Público) defende "filmando o périplo de uma mulher pela Europa do tráfico e da degradação, a realizadora fez com Transe o seu filme mais transcendente." Rodrigo de Oliveira (Contracampo) descreve a sensação de estranheza que o filme impõe sobre o espetador: "essa sensação de se estar diante de um filme que exija a recolocação do olhar do espetador, um lugar novo, de regras próprias, guiado unicamente pela vontade de si mesmo deste mundo particular". Para Jonathan Romney (Screen Daily), esta estilização da longa-metragem é um aspeto negativo, defendendo que o "filme da escritora-realizadora portuguesa vai mistificar a maior parte do público e aborrecer até quem tem uma paixão pelo ultra-raro cinema de arte europeu."
Ela Bittencourt (Senses of cinema) caracteriza uma cena em uma trabalhadora do sexo italiana embriagada entra no salão principal do bordel como a cena mais cativante do filme, pelo modo como Villaverde cria tensão: "é tão subtil e pungente, uma distinção é traçada entre o prazer da mulher, que é suprimido, e a indústria do sexo que a mercantiliza e subjuga às necessidades dos homens".
A performance de Ana Moreira foi bastante elogiada, tendo-se escrito que a atriz "sobe aos céus das grandes presenças femininas em Cannes".

### Premiações
| Ano  | Premiação                                               | Categoria                          | Trabalho             | Resultado | Ref.   |
| ---- | ------------------------------------------------------- | ---------------------------------- | -------------------- | --------- | ------ |
| 2007 | Serbian Film Festival                                   | Grande Prémio Eurimages            | Transe, Paulo Branco | Venceu    | [ 31 ] |
| 2007 | Cineport - Portuguese Film Festival                     | Troféu Andorinha para Melhor atriz | Ana Moreira          | Venceu    | [ 32 ] |
| 2007 | Cineport - Portuguese Film Festival                     | Ficção: Melhor fotografia          | João Ribeiro         | Venceu    | [ 32 ] |
| 2007 | Coimbra Caminhos do Cinema Português                    | Melhor filme                       | Transe, Paulo Branco | Venceu    | [ 33 ] |
| 2007 | Festival del Cinema Europeo                             | Prémio especial do Júri            | Teresa Villaverde    | Venceu    | [ 33 ] |
| 2007 | Festival del Cinema Europeo                             | Melhor fotografia                  | João Ribeiro         | Venceu    | [ 33 ] |
| 2007 | Globos de Ouro, Portugal                                | Melhor filme                       | Transe, Paulo Branco | Indicado  |        |
| 2007 | Globos de Ouro, Portugal                                | Melhor atriz                       | Ana Moreira          | Indicado  |        |
| 2009 | Ankara Flying Broom International Women's Film Festival | Prémio FIPRESCI                    | Teresa Villaverde    | Venceu    | [ 24 ] |